# Функції Ваньє
Фу́нкції Ваньє́ — система ортонормованих локалізованих хвильових функцій, що застосовується для опису електронних станів кристалічних твердих тіл.
Функції Ваньє визначаються як
{\displaystyle \varphi _{n}(\mathbf {a} _{m},\mathbf {r} )=\varphi _{n}(\mathbf {r} -\mathbf {a} _{m})={\frac {1}{\sqrt {N}}}\sum _{\mathbf {k} }u_{n\mathbf {k} }(\mathbf {r} )e^{i\mathbf {k} \cdot (\mathbf {r} -\mathbf {a} _{m})}},
де n — номер зони, m — номер кристалічного вузла, {\displaystyle \mathbf {a} _{m}} — вектор m-го вузла, N — число частинок в кристалі, функції
{\displaystyle u_{n\mathbf {k} }(\mathbf {r} )} — періодичні функції, які фігурують в блохівських хвильових функціях
{\displaystyle \psi _{n\mathbf {k} }=u_{n\mathbf {k} }(\mathbf {r} )e^{i\mathbf {k} \cdot \mathbf {r} }}
Функції Ваньє прив'язані до конкретного вузла m кристалічної ґратки й локалізовані біля цього вузла, спадаючи на далекій віддалі від нього за законом 
{\displaystyle \varphi (r)\propto {\frac {\sin \pi r/a}{\pi r/a}}},
де a - період кристалічної ґратки.
Функції Ваньє ортогональні як щодо номера зони, та і щодо вузла m. Номер вузла відіграє щодо них роль квантового числа.

## Застосування
Функції Ваньє зручніші від блохівських функцій при розгляді станів, локалізовних у певній області кристалу, наприклад, домішкових станів, чи екситонів.

## Назва
Функції названі на честь швейцарського фізика Грегорі Ваньє, який запровадив їх у роботі 1937 року.